# 산프란시스코데야레
산프란시스코데야레(스페인어: San Francisco de Yare)는 베네수엘라 미란다주의 도시로 시몬볼리바르 시의 행정 중심지이며 인구는 42,803명(2005년 기준)이다. 카라카스에서 남쪽으로 70km 정도 떨어진 곳에 위치한다.